# Herronův ostrov
Herronův ostrov (angl. Herron Island) je ostrov ve střední Casově úžině, v jižní části Pugetova zálivu v americkém státě Washington. Ostrov se nachází v okrese Pierce, má rozlohu 1,23 km² a při sčítání lidu v roce 2000 měl 152 obyvatel.
Ostrov je jedním z jediných soukromých ostrovů Pugetova zálivu. Jediným přístupem k ostrovu je loď Charlie Wells, kterou vlastní obyvatelé ostrova a kterou smí jet pouze ti, kteří jsou na ostrov některým z nich pozváni. Ostrov má délku 2 km a šířku 800 metrů.
Mezi korporační vlastnictví na ostrově patří park s pláží na severní části ostrova s malými doky, nerozvinutá jižní pláž, Goodpastor Park a přilehlé mokřiny, obecní budova, hasičská zbrojnice, trajekt a jeho přístaviště, stejně tak mnoho zeleně po celém ostrově. Ostatní pozemky jsou soukromé. Vlastníci půdy na pobřeží vlastní i tu půdu, která při odlivu není zaplavená.

## Historie
Ostrov byl pojmenován Charlesem Wilkesem při jeho expedici v polovině devatenáctého století po bednáři expedice, Lewisi Herronovi.
Nyní je ostrov kompletně soukromým pozemkem. Stalo se tak v roce 1958, kdy byla založena společnost Herron Maintenance Co. (HMC), nezisková společnost sestávající z vlastníků pozemků na ostrově. HMC vládne vlastními předpisy a řídí ji správní rada, která je volena každoročně z členů společnosti. Rada je zodpovědná za dohled na provoz a údržbu majetku a řízení financí, které jsou pro to potřebné. Společnost je financována pouze ze členských příspěvků a poplatků za trajekt.
V květnu 1792 prozkoumal poručík Peter Puget pod velením kapitána George Vancouvera oblast známou jako Casův průliv v Pugetově zálivu. 23. května 1792 se námořníci nedostali do práce dříve než v osm hodin ráno, daleko později než obvykle, jelikož se v oblasti vyskytovala hustá mlha. Navíc byla u ústí řeky Nisqually do moře objevena nová skupina indiánů, o které poručík Puget nevěděl, bude-li chovat přátelsky nebo ne. Loď tedy přistála na ostrově až ve dvě hodiny odpoledne, ale další postup zkomplikovaly silné srážky a větry.
Malý ostrov, na kterém přistáli, pojmenovali Středeční ostrov, přestože ve skutečnosti bylo na ostrově úterý, a to proto, že Vancouver používal anglický čas. Lodní botanik Archibald Menzies, jehož prací bylo prozkoumat každé místo, kam lodě Vancouverovy expedice přistály, odmítl posbírat půdní a rostlinné vzorky na ostrově kvůli silnému dešti.
V roce 1841 k ostrovu připlula Wilkesova expedice, která prozkoumala a přejmenovala nejen tento ostrov, ale většinu ostrovů v Pugetově zálivu. Velké a významné ostrovy pojmenoval po svých nejdůležitějších námořnících, ty menší pak po těch, kteří měli menší role. Wilkes přejmenoval Středeční ostrov na Herronův, právě po jednom ze svých námořníků, Herronovi, o kterém je známo jen velice málo. Obyvatelé ostrova jej však oslavují dodnes.